# 索盧斯山
63°16′S 56°4′W / 63.267°S 56.067°W
索盧斯山（英語：Mount Tholus），是南極洲的山峰，位於葛拉漢地的茹安維爾島中部，海拔高度825米，由英國探險隊測量，該山峰現時由南極條約體系管理。